# ФК Казанка
ФК Казанка е руски футболен отбор, сателитен тим на Локомотив (Москва). В него играят юноши на клуба, както и ветерани, допринесли много за Локомотив. Отборът е учреден като професионален през 2008 година под името Локомотив-2. Преди това е участвал в първенството на дублиращите отбори. От 2009 играе във 2 дивизия. През сезон 2010 заема трета позиция. В отбора са играли футболисти като Юрий Дроздов, Руслан Нигматулин и Алберт Сакрисян.
През 2014 г. тимът е разформирован. През 2017 г. отборът е възроден под името Казанка, а капитан става Дмитрий Сичов.